# 李鴻祥
李 鴻祥（り こうしょう）は清末、中華民国、中華人民共和国の軍人・政治家。滇軍（雲南軍、雲南派）の一員。字は儀廷、儀庭。

## 事跡
清末に日本へ留学し、陸軍士官学校歩兵科を卒業した。また、留学中に中国同盟会に加入している。1909年（宣統元年）に帰国し、新軍第73標管帯兼雲南陸軍講武堂教官に就任した。1911年（宣統3年）10月、蔡鍔・唐継尭らが画策した重九起義に参加した。その後、四川省の革命派支援のために、滇軍第2梯団団長に任命され、四川へ遠征した。
雲南へ戻ると滇軍第1師師長に任命された。まもなく雲南省政務庁長に異動し、これ以後は軍事職から離れる。1913年（民国2年）10月、羅佩金の後任として雲南省民政長に任命された。翌年、北京に異動し、参政院参政となる。これ以後は、中央での目立った政治活動も見られなくなる。
1931年（民国20年）、雲南に戻り、以後は地方で文献収集の活動に従事した。1939年（民国28年）、雲南省参議会議長に選出された。中華人民共和国建国後も雲南省に留まり、雲南省軍政委員会委員、雲南省人民委員会委員などを歴任した。
1963年、死去。享年85。